# Josué Mauricio Quiñónez
Josué Mauricio Quiñónez Torres (Guayaquil, 24 de septiembre de 2000-Ibidem., 12 de mayo de 2019) fue un futbolista ecuatoriano que militó en el Independiente Juniors y también fue parte de la selección sub-20 de Ecuador. Murió asesinado por ataque armado en su ciudad natal.

## Trayectoria
A los diez años comenzó a jugar fútbol y a los 14 llegó al Independiente del Valle. 
Jugó de defensa central con perfil izquierdo y en 2018, con 17 años, militó en el conjunto de reserva del primer equipo el club escolar, donde fue criado y todavía residía con su familia.
Hizo su primer debut profesional en la selección sub-17 de Ecuador en el Sudamericano de Chile. Desarrolló la mayor parte de su carrera profesional en el fútbol ecuatoriano; y también participó de la Copa Mitad del Mundo con el Independiente del Valle.
El futbolista militaba en el Independiente Juniors, y en su primera temporada en el equipo, se convirtió en pieza clave de él.

## Selección nacional
Disputó la Copa Mundial sub-17 de 2017, donde jugó dos de los tres partidos que disputó la selección ecuatoriana en la primera fase. También fue convocado por el director de la selección sub-20 para disputar el Mundial de fútbol en Polonia 2019.

## Muerte
La mañana del 12 de mayo de 2019 viajó a Guayaquil para visitar a su madre, resultando mortalmente herido en un supuesto asalto con arma de fuego.

## Equipos
| 2019 | Barcelona SC            | - |   |
| 2018 | Independiente del Valle | 4 | 0 |
| 2017 | Independiente del Valle | - | - |
| 2016 | Independiente Juniors   |   |   |